# Louis Delorme
Pour les articles homonymes, voir Delorme.
Cet article possède un paronyme, voir Jean Louis Delolme.
Louis Delorme (29 décembre 1824 - 18 juin 1895) fut un avocat et homme politique fédéral du Québec.

## Biographie
Né à Montréal, Louis Delorme effectua ses études au Collège Saint-Sulpice et au Collège de Saint-Hyacinthe. Nommé au Barreau du Québec en 1847, il fit son entrée à la Chambre des communes lorsqu'il devient député du Parti libéral du Canada dans la circonscription de Saint-Hyacinthe après une élection partielle organisée après le décès du député sortant Alexandre-Édouard Kierzkowski. Il est également maire de la localité de Saint-Hyacinthe.
Il meurt dans la même ville à l'âge de 70 ans.